# Joseph Clemens von Bayern

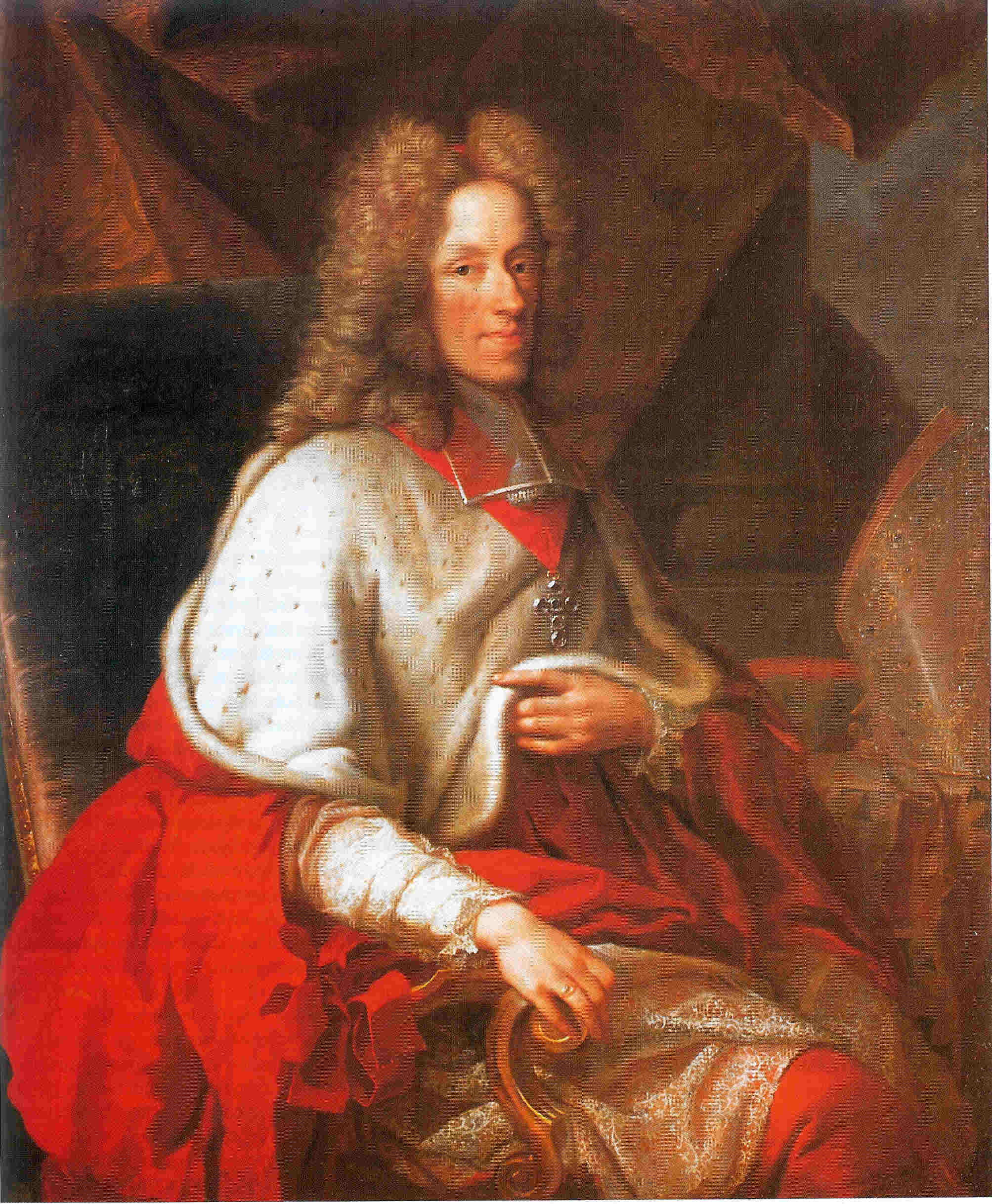
Joseph Clemens von Bayern

Joseph Clemens Kajetan von Bayern (* 5. Dezember 1671 in München; † 12. November 1723 in Bonn) war von 1688 bis 1723 Erzbischof von Köln, Kurfürst des Heiligen Römischen Reiches, Landesherr des Erzstifts Köln und Erzkanzler für Reichsitalien sowie Inhaber anderer reichsfürstlicher Bischofsstühle und kirchlicher Würden. Seine von Kaiser und Papst gegen die Interessen von Ludwig XIV. durchgesetzte Wahl zum Kölner Erzbischof war einer der Auslöser für den Pfälzischen Erbfolgekrieg. Später wechselte er die Fronten und ging ein Bündnis mit Frankreich ein. Während des Spanischen Erbfolgekrieges wurde er in Privation gesetzt und musste ins Exil nach Frankreich fliehen. Erst nach mehr als zehn Jahren konnte er zurückkehren und seine Ämter im Reich ausüben.

## Leben

### Herkunft und Familie
Joseph Clemens war von vier Söhnen des Kurfürsten Ferdinand Maria von Bayern und dessen Ehefrau Henriette Adelaide von Savoyen der zweite, der das Erwachsenenalter erreichte. Er hatte sechs Geschwister und war das zweitjüngste Kind. Einer seiner Brüder war Kurfürst Max Emanuel von Bayern. Er war ein Onkel von Karl Albrecht von Bayern, der als Karl VII. Kaiser des Heiligen Römischen Reiches war. Er war auch Neffe des Kölner Kurfürsten Maximilian Heinrich von Bayern.

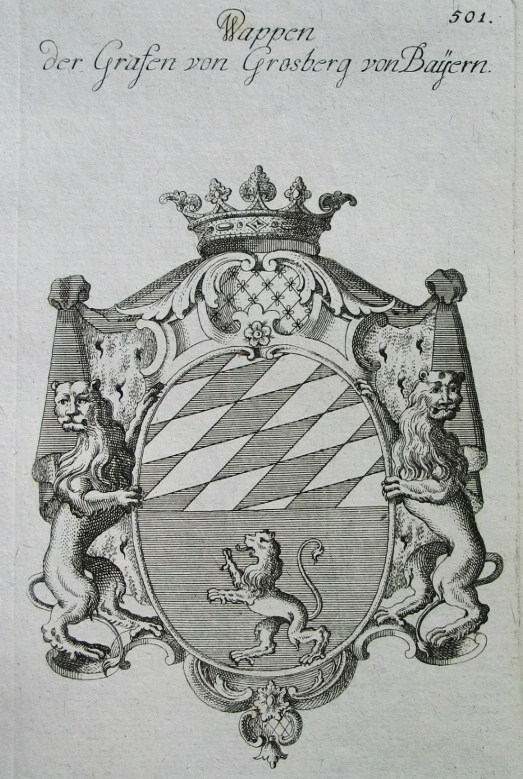
Wappen der im Grafenstand legitimierten Kinder von Grosberg von Bayern (de Grosberg-Bavière)

Joseph Clemens hatte zwei uneheliche Kinder. Er zeugte mit Constance de Grousselier zwei Söhne, Comte Jean Baptiste Victor de Grosberg-Bavière (1706–1768) und Comte Antoine Levin de Grosberg-Bavière (1710–1757).

### Aufstieg in hohe geistliche Würden

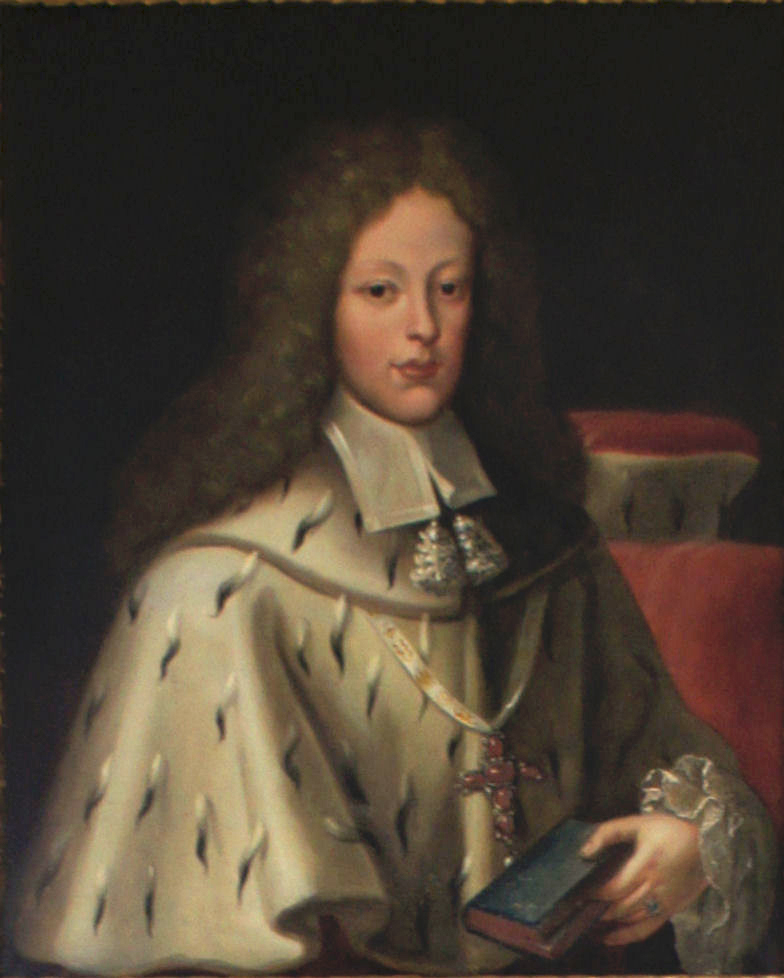
Joseph Clemens von Bayern auf einem Gemälde im Fürstengang Freising

Von frühester Jugend war Joseph Clemens für den geistlichen Stand bestimmt und wurde entsprechend erzogen. Der tatsächliche Eintritt in den geistlichen Stand wurde von seinem Bruder Max Emanuel veranlasst und geschah gegen den Willen von Joseph Clemens, der lieber Soldat geworden wäre. 1683 erhielt er die erste Tonsur und wurde Koadjutor im Bistum Regensburg. 1684 wurde er Koadjutor des Bistums Freising, 1685 Koadjutor, 1688 Administrator der Fürstpropstei Berchtesgaden. Obwohl noch minderjährig, wurde er 1685 nach dem Tod seines Cousins Fürstbischof Albert Sigmund zudem als dessen Nachfolger im Amt des Bischofs von Regensburg und Freising von Papst Innozenz XI. bestätigt. Auf die Priesterweihe verzichtete er zunächst. Dies war damals nicht unüblich, auch hielt er sich damit die Option auf die Nachfolge seines Bruders Max Emanuel offen, sollte dieser ohne Nachkommen sterben.

### Kölner Bistumsstreit

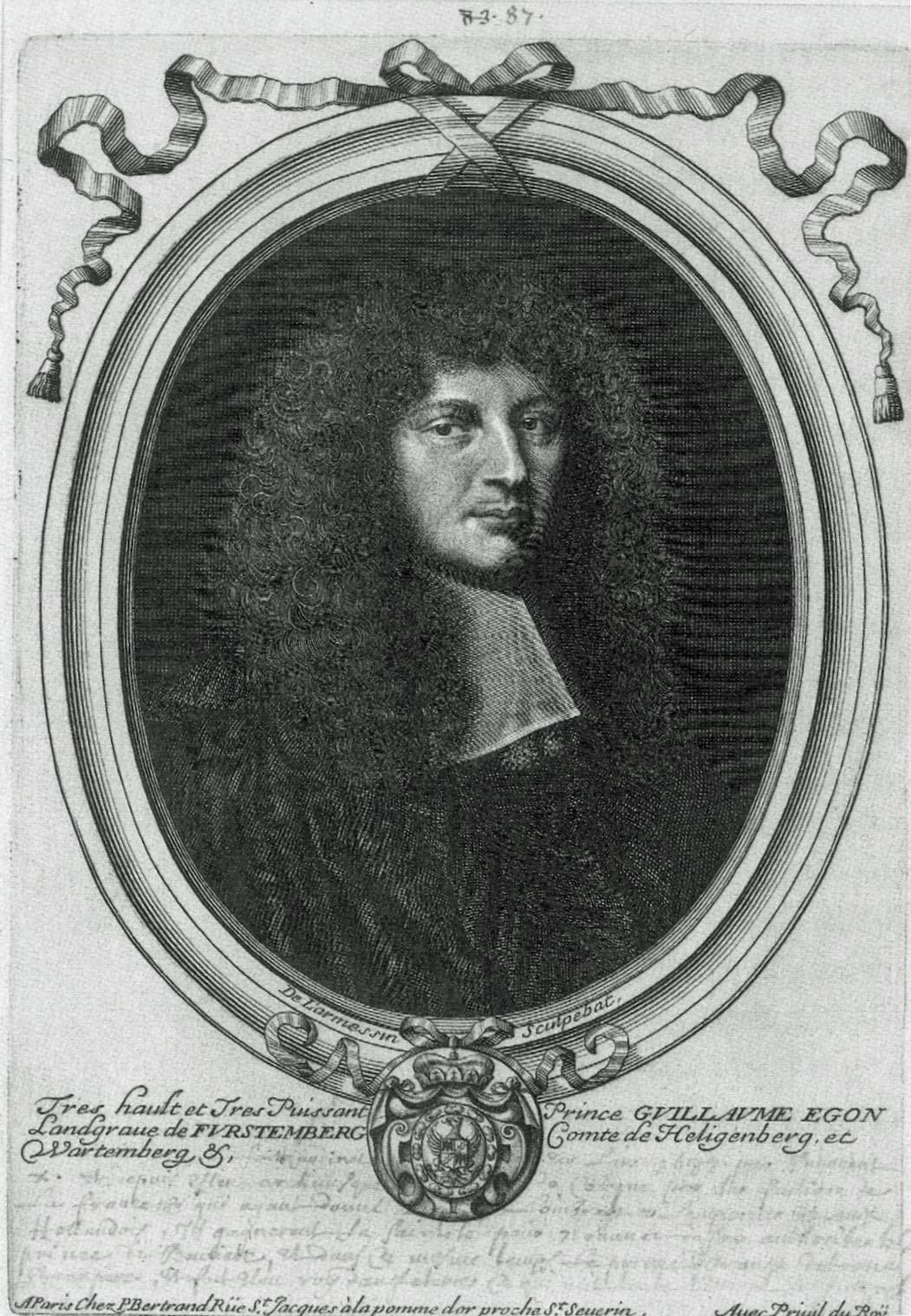
Porträt Wilhelm Egons von Fürstenberg von Nicolas II. de Larmessin

Joseph Clemens stand ganz unter der Kontrolle seines Bruders. Hauptsächliches Ziel von Max Emanuel war es, durch die Person von Joseph Clemens der bayerischen Linie des Hauses Wittelsbach die Nachfolge des Kölner Kurfürsten und Erzbischofs Maximilian Heinrich von Bayern zu sichern. Dieses Vorhaben erwies sich allerdings als unerwartet schwierig. Der Einfluss seines Neffen Max Emanuel auf Maximilian Heinrich war deutlich schwächer als derjenige der Brüder Franz Egon und Wilhelm Egon von Fürstenberg. Diese waren beide Anhänger Ludwigs XIV. und vertraten dessen Politik im Reich. Die politische Führung Kurkölns lag dabei faktisch in der Hand von Wilhelm Egon von Fürstenberg. Maximilian Heinrich wollte diesem und nicht Joseph Clemens die Nachfolge in Köln sichern. Zu Beginn des Jahres 1688 erreichte es Maximilian Heinrich, dass das Kölner Domkapitel Fürstenberg zum Koadjutor und damit zum potenziellen Nachfolger des Kölner Kurfürsten wählte. Dabei spielten französische Bestechungsgelder eine wichtige Rolle. Papst Innozenz XI., der bestrebt war, eine weitere Ausdehnung des Einflusses von Ludwigs zu verhindern, versagte der Wahl seine Zustimmung.
Aus diesem Grund wurde nach dem kurz darauf erfolgten Tod von Maximilian Heinrich eine neue Wahl nötig. Dabei traten Wilhelm Egon von Fürstenberg und Joseph Clemens als Kandidaten auf. Da sich inzwischen die Beziehungen zwischen Bayern und Habsburg verbessert hatten, unterstützte auch Kaiser Leopold I. den Wittelsbacher. Von den 24 Wahlberechtigten stimmten dreizehn für Fürstenberg und nur neun für Joseph Clemens. Die Entscheidung war indes nicht so eindeutig wie es scheint. Zur Gültigkeit der Wahl hätten beide Kandidaten eine Zweidrittelmehrheit benötigt, weil sie nicht dem Kölner Domkapitel angehörten und in einem anderen Bistum schon Bischof waren.
Gleichwohl betrachtete sich Wilhelm Egon von Fürstenberg als gewählter Erzbischof und Kurfürst. Er ging sofort daran, Fakten zu schaffen, und ließ die Residenzstadt Bonn und alle anderen wichtigen Plätze militärisch besetzen. Kaiser und Kurfürstenkollegium wandten sich daraufhin an den Papst. Dieser erklärte die Postulation von Fürstenbergs für ungültig und erklärte Joseph Clemens zum Erzbischof. Dabei setzte sich der Papst zum einen darüber hinweg, dass Joseph Clemens mit siebzehn Jahren eigentlich noch nicht das notwendige kanonische Alter erreicht hatte und zum anderen ebenfalls keine Zweidrittelmehrheit erhalten hatte. Der Grund war, dass der Papst so ein weiteres Erstarken des französischen Einflusses verhindern wollte. Bald darauf erhielt dieser auch die kaiserliche Bestätigung. Ludwig XIV. akzeptierte die päpstlich-kaiserliche Entscheidung nicht und schickte von Fürstenberg eine starke Armee zur Hilfe. Diese Intervention in Reichsangelegenheiten war einer der zentralen Auslöser für den Pfälzischen Erbfolgekrieg. Ludwig XIV. sah sich einer fast geschlossenen Allianz der meisten europäischen Mächte gegenüber.
Ein kaiserliches und ein brandenburgisch-niederländisches Heer kämpften für die Durchsetzung des Herrschaftsanspruchs von Joseph Clemens. Der Krieg verlief wechselhaft. Dabei wurden verschiedene kurkölnische Städte, darunter Bonn, zerstört. Bereits 1689 war das Brühler Wasserschloss von französischen Truppen zerstört worden. Gleich nach Rückkehr begann der Wiederaufbau. Da Joseph Clemens damit die wichtigsten Residenzen verloren hatte, hielt er sich meist in Bayern auf. Dies wurde von den Landständen kritisiert. Während des Krieges gründete Joseph Clemens 1693 den nur Adeligen offenstehenden Orden vom Heiligen Michael und als Gegenstück dazu die heute noch bestehende Erzbruderschaft St. Michael. Letztlich setzten sich die Verbündeten durch. Wilhelm Egon von Fürstenberg verlor zwar die Macht in Kurköln, erhielt aber im Frieden von Rijswijk seine Güter und Ämter samt dem Bistum Straßburg zurück. Dort residierte er jedoch nicht mehr und zog sich nach Paris zurück.

### Weitere Kirchenämter

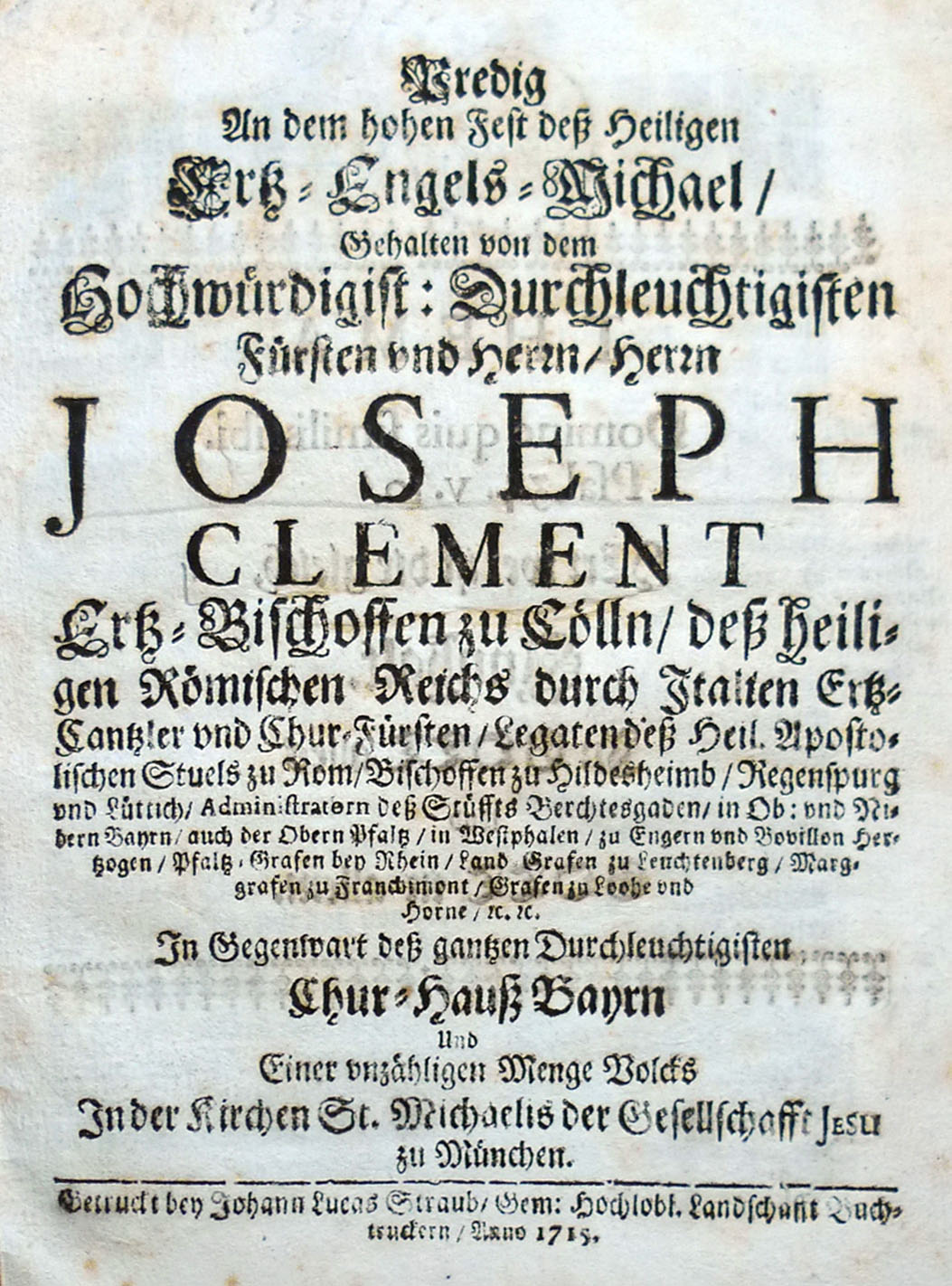
Titulatur des Kurfürsten auf einem Druck aus dem Jahr 1715 mit Angabe der verschiedenen Ämter und Würden

Bereits 1694 war Joseph Clemens auch zum Koadjutor des Bistums Hildesheim gewählt worden. Bischof wurde er dort 1702. Nach schweren Wahlauseinandersetzungen wurde er 1694 auch Fürstbischof von Lüttich. Er erhielt zwar vom Papst Innozenz XII. die Bestätigung dieses Amtes, doch nannte der Papst seine Anhäufung von Bischofswürden nicht zulässig und verlangte die Aufgabe der Bischofsämter in Regensburg und Freising. Joseph Clemens legte die Bischofsämter von Freising und Regensburg nieder, wurde aber 1695 durch das Domkapitel von Regensburg erneut zum Bischof gewählt. In Freising erfolgte keine Wiederwahl. Der Versuch auch Bischof in Münster zu werden, wo Joseph Clemens eine Domherrenstelle innehatte, scheiterte am Ausbruch des Spanischen Erbfolgekrieges.

### Hinwendung an Frankreich
Die eigentliche Regierung führte von Beginn an sein Kanzler Johann Friedrich Karg von Bebenburg. Der Versuch, in Kurköln und im Hochstift Lüttich die Macht des Fürsten zu stärken, stieß auf den Widerstand der von den Domkapiteln geführten Stände. Dagegen konnte sich der Kurfürst nicht durchsetzen.
Obwohl er auch dem Kaiser die Macht in Köln verdankte, glaubte sich Joseph Clemens nicht genügend von diesem unterstützt. Nach dem Frieden von Rijswijk begann er sich in Richtung Frankreich zu orientieren. Joseph Clemens erhielt aus Frankreich beträchtliche Subsidien, die er insbesondere für den Wiederaufbau der zerstörten Schlösser benutzte. Kurz vor Beginn des Spanischen Erbfolgekrieges ging Joseph Clemens ein Bündnis mit Ludwig XIV. von Frankreich ein. Er folgte dabei dem Kurs seines Bruders Max Emanuel.

### Exil in Frankreich

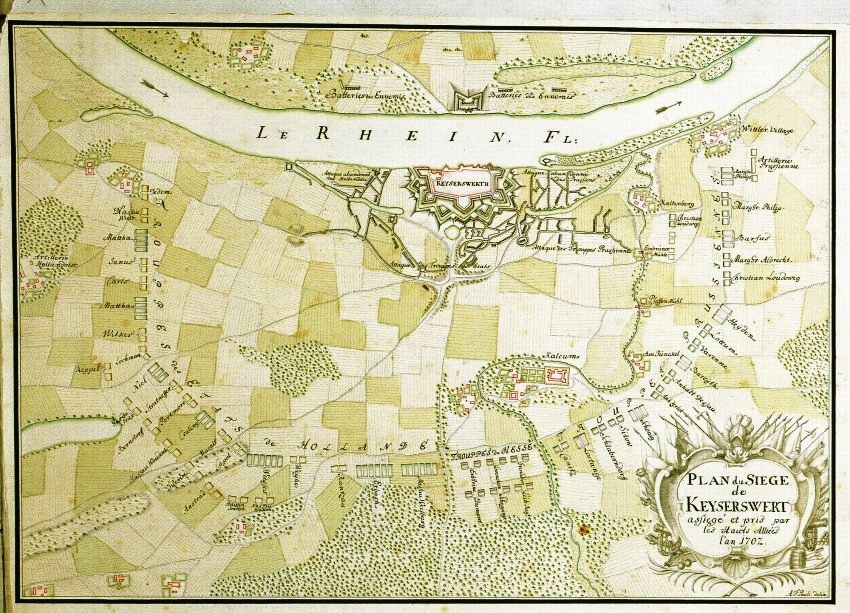
Karte der Belagerung von Kaiserswerth (1702) als Reichsexekution gegen Kurköln im Spanischen Erbfolgekrieg

Kurköln wurde damit erneut Kriegsschauplatz und es kam zu erheblichen Verwüstungen. Bonn wurde daraufhin 1702 von kaisertreuen Truppen besetzt und Joseph Clemens floh ins französische Exil nach Namur. Im gleichen Jahr wurde er Bischof von Hildesheim. Seit 1704 hielt er sich in Lille auf und von 1709 bis 1714 schließlich in Valenciennes. Unter Einfluss der Schriften des Bischofs von Cambrai François Fénelon empfing er dort die bislang vermiedene Priester- und Bischofsweihe. Zwar dürfte diese Entscheidung tatsächlich mit seiner Frömmigkeit zu tun gehabt haben, aber sie hinderte ihn nicht, mit Constance de Grousselier ein Verhältnis einzugehen. Aus dieser Beziehung gingen mehrere Kinder hervor.
Kaiser Joseph I. verhängte 1706 die Privation bzw. Reichsacht über Joseph Clemens und Max Emanuel. In dieser Zeit der faktischen Sedisvakanz führte das Domkapitel die Regierung in Kurköln und im Herzogtum Westfalen. Das Kapitel unter Führung des Kardinals und Dompropstes Christian August von Sachsen-Zeitz war mehrheitlich kaiserlich orientiert und betrieb zusammen mit den Landständen auch die offizielle Absetzung von Joseph Clemens. Aus kirchenrechtlichen Gründen folgte der Papst dem nicht.

### Rückkehr
Im Frieden von Baden und Rastatt (1714) erhielt er seine Länder und Würden zurück. Bei seiner Rückkehr 1715 nach Bonn brachte er auch seine Geliebte Constance de Grousselier mit. Er erklärte zwar, seit seiner Bischofsweihe keine intime Beziehung mehr zu ihr zu unterhalten, was aber nach den Geburtstagen seiner Kinder nicht stimmen konnte.

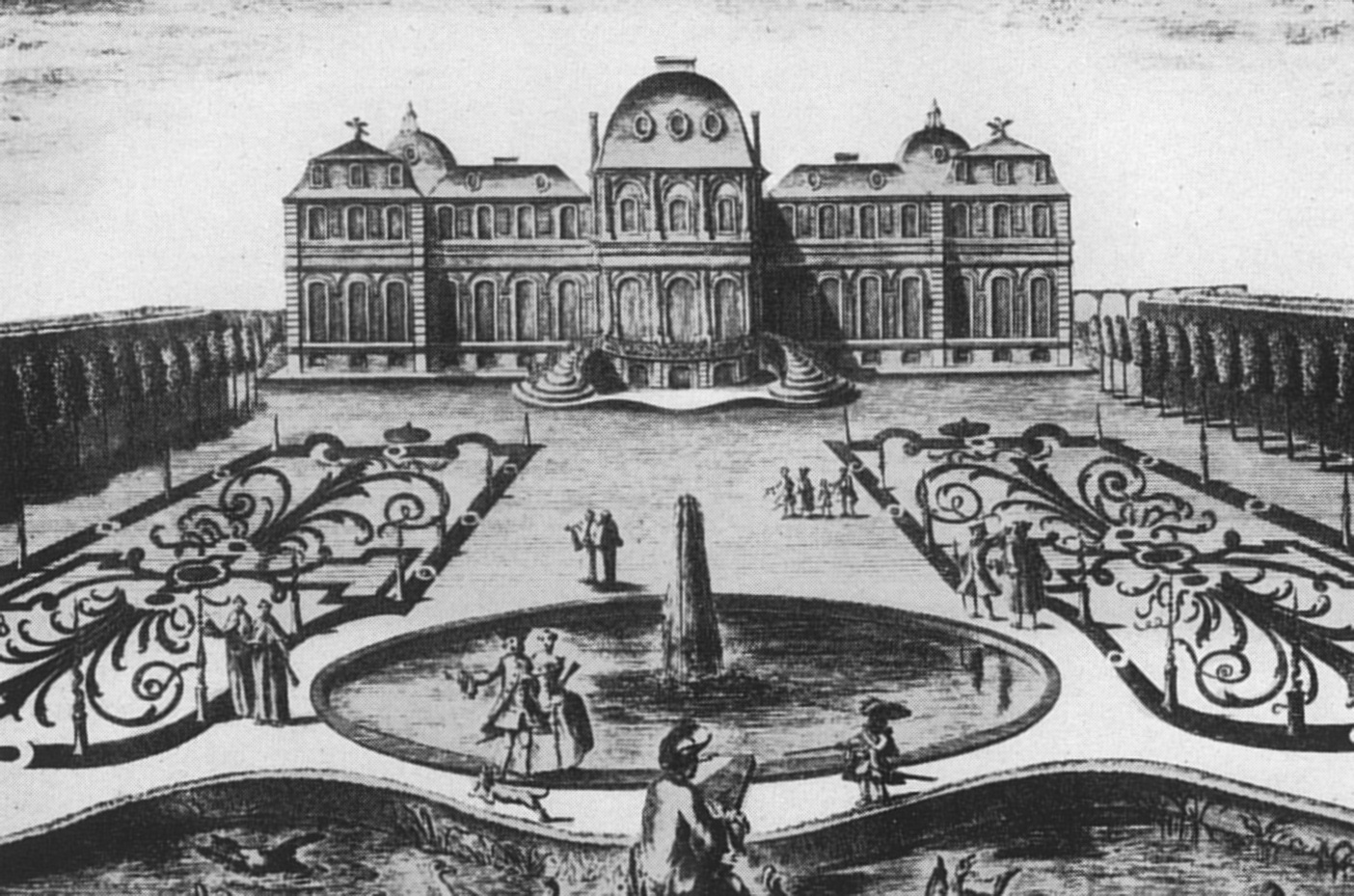
Schloss Poppelsdorf um 1760

Aus Frankreich brachte er bleibende Eindrücke vom Hof in Versailles mit. Der kurkölnische Hof wurde ausgebaut und Joseph Clemens vergab umfangreiche künstlerische Aufträge. Er ließ das Poppelsdorfer Schloss errichten. Damit hielt der Stil des Rokoko im Rheinland Einzug. Auch begann er mit der Planung der Poppelsdorfer Allee, die jedoch nicht mehr zu seinen Lebzeiten angelegt wurde. Die hohen Bau- und Hofausgaben brachten ihn verschiedentlich in Konflikt mit dem Domkapitel und den übrigen Landständen.
Zeitweise hielt er sich im Herzogtum Westfalen auf. Für das Herzogtum erließ er 1716 die Bestimmung, dass die Untertanen nicht als Knechte und Mägde in protestantischen Orten arbeiten durften. Er erließ 1717 eine Wegebauordnung und 1723 eine neue Polizeiordnung, die in die bisherigen Rechte der Städte und Freiheiten eingriff.
Joseph Clemens war auch an Literatur und Musik interessiert und soll selbst Dramen in französischer Sprache und Musikstücke verfasst haben. Er verfügte über eine große Hofkapelle und zu seiner Zeit fanden häufig Konzerte, Opern- und Theateraufführungen statt. Das Verzeichnis der Musikalien füllte in seinem Nachlassverzeichnis 25 Seiten.
Trotz seines Lebens als prunkliebender Barockfürst vernachlässigte er nach seiner Rückkehr seine kirchlichen Pflichten nicht. Unter Einfluss von Fénelon lehnte er den Jansenismus ab. In seiner Zeit erschien 1718 eine neue Auflage des Kölner Breviers und 1720 eine neue Kölner Agende. Bemerkenswert ist auch, dass unter seiner Herrschaft eine neue Judenordnung erlassen wurde, die bis zum Ende des Kurstaates in Kraft blieb. Dasselbe gilt auch für die Policeyordnung von 1723.
Joseph Clemens starb am 12. November 1723 in Bonn. Er wurde, wie seine Wittelsbacher Vorgänger auf dem Stuhl des Erzbischofs von Köln, vor der Dreikönigenkapelle im Inneren des Kölner Doms beigesetzt. Sein Herz wurde getrennt bestattet und befindet sich in der Gnadenkapelle Altötting.

## Werke
- Epistola Pastoralis Reverendissimi ac Serenissimi Domini, D. Josephi Clementis Archi-Episcopi Et Principis Electoris Coloniensis ... Ad Clerum, populumque suum Coloniensem, Hildesiensem, Leodiensem & Berchtesgadensem. Servatius Noethen, Köln 1719 (Digitalisierte Ausgabe der Universitäts- und Landesbibliothek Düsseldorf).